# Galium chloroionanthum
Galium chloroionanthum är en måreväxtart som beskrevs av Karl Moritz Schumann. Galium chloroionanthum ingår i släktet måror, och familjen måreväxter. Inga underarter finns listade i Catalogue of Life.